# Oostenrijk op het Eurovisiesongfestival 1995
Oostenrijk nam deel aan het  Eurovisiesongfestival 1995, gehouden  in Dublin, Ierland. Het was de 34ste deelname van het land aan het festival.

## Selectieprocedure
In tegenstelling tot de voorbije jaren koos men ervoor om geen nationale finale te organiseren.
Men koos voor een interne selectie en hierbij koos men de zangeres Stella Jones en het lied Die Welt dreht sich verkehrt.

## In Dublin
Op het festival in Ierland moest Oostenrijk aantreden als 8ste, na IJsland en voor Spanje. Na het afsluiten van de stemmen bleek dat Stella Jones op een 13de plaats was geëindigd met 67 punten.
Nederland nam niet deel in 1995 en België had 10 punten over voor deze inzending.

### Gekregen punten

#### Finale
| 12 punten             | 10 punten                      | 8 punten    | 7 punten                    | 6 punten |
| --------------------- | ------------------------------ | ----------- | --------------------------- | -------- |
|                       | - België - Denemarken          | - Frankrijk | - Griekenland               | - Spanje |
| 5 punten              | 4 punten                       | 3 punten    | 2 punten                    | 1 punt   |
| - Verenigd Koninkrijk | - Hongarije - Turkije - Zweden | - Noorwegen | - Israël - Polen - Portugal |          |

### Punten gegeven door Oostenrijk

#### Finale
Punten gegeven in de finale:
| 12 punten | Verenigd Koninkrijk |
| 10 punten | Frankrijk           |
| 8 punten  | Zweden              |
| 7 punten  | Denemarken          |
| 6 punten  | Israël              |
| 5 punten  | Griekenland         |
| 4 punten  | IJsland             |
| 3 punten  | Slovenië            |
| 2 punten  | Malta               |
| 1 punt    | België              |

1957 · 1958 · 1959 · 1960 · 1961 · 1962 · 1963 · 1964 · 1965 · 1966 · 1967 · 1968 · 1969-1970 · 1971 · 1972 · 1973-1975 · 1976 · 1977 · 1978 · 1979 · 1980 · 1981 · 1982 · 1983 · 1984 · 1985 · 1986 · 1987 · 1988 · 1989 · 1990 · 1991 · 1992 · 1993 · 1994 · 1995 · 1996 · 1997 · 1998 · 1999 · 2000 · 2001 · 2002 · 2003 · 2004 · 2005 · 2006 · 2007 · 2008-2010 · 2011 · 2012 · 2013 · 2014 · 2015 · 2016 · 2017 · 2018 · 2019 · 2020 · 2021 · 2022 · 2023 · 2024 · 2025